# Lindow
Lindow is een gemeente in de Duitse deelstaat Brandenburg, en maakt deel uit van de Landkreis Ostprignitz-Ruppin.
Lindow telt 3.030 inwoners.

## Demografie
- Ontwikkeling van de bevolking sinds 1875 binnen de huidige grenzen (blauwe lijn: Bevolking; stippellijn: Vergelijking van de ontwikkeling van de bevolking van de deelstaat Brandenburg, Grijze achtergrond: tijdens de nazi-regering, Rode achtergrond: tijdens de communistische regering)

| Jaar | Inwoners |
| ---- | -------- |
| 1875 | 3 134    |
| 1890 | 3 059    |
| 1910 | 2 777    |
| 1925 | 3 117    |
| 1933 | 3 298    |
| 1939 | 3 532    |
| 1946 | 5 476    |
| 1950 | 4 702    |
| 1964 | 3 829    |
| 1971 | 4 047    |

| Jaar | Inwoners |
| ---- | -------- |
| 1981 | 3 834    |
| 1985 | 3 798    |
| 1989 | 3 712    |
| 1990 | 3 636    |
| 1991 | 3 530    |
| 1992 | 3 505    |
| 1993 | 3 464    |
| 1994 | 3 482    |
| 1995 | 3 467    |
| 1996 | 3 470    |

| Jaar | Inwoners |
| ---- | -------- |
| 1997 | 3 455    |
| 1998 | 3 502    |
| 1999 | 3 525    |
| 2000 | 3 516    |
| 2001 | 3 485    |
| 2002 | 3 436    |
| 2003 | 3 386    |
| 2004 | 3 309    |
| 2005 | 3 276    |
| 2006 | 3 243    |

| Jaar | Inwoners |
| ---- | -------- |
| 2007 | 3 194    |
| 2008 | 3 159    |
| 2009 | 3 102    |
| 2010 | 3 097    |
| 2011 | 3 075    |
| 2012 | 3 047    |
| 2013 |          |

Gegevensbronnen worden beschreven in de Wikimedia Commons.
Breddin ·
Dabergotz ·
Dreetz ·
Fehrbellin ·
Heiligengrabe ·
Herzberg (Mark) ·
Kyritz ·
Lindow ·
Märkisch Linden ·
Neuruppin ·
Neustadt (Dosse) ·
Rheinsberg ·
Rüthnick ·
Sieversdorf-Hohenofen ·
Storbeck-Frankendorf ·
Stüdenitz-Schönermark ·
Temnitzquell ·
Temnitztal ·
Vielitzsee ·
Walsleben ·
Wittstock/Dosse ·
Wusterhausen/Dosse ·
Zernitz-Lohm